# Burmesische Badmintonmeisterschaft 1987
Die Burmesische Badmintonmeisterschaft 1987 fand vom 28. November bis zum 3. Dezember 1987 in Rangun statt.

## Medaillengewinner
| Disziplin    | Gold                       | Silber                  |
| ------------ | -------------------------- | ----------------------- |
| Herreneinzel | Win Tun Htein              | Aung Thet Soe           |
| Dameneinzel  | Nam Htwe Kham              | Marlar Myint            |
| Herrendoppel | Myo Thant Win Tun Htein    | Myint Han Maung Maung   |
| Damendoppel  | Mya Lay Sein Nam Htwe Kham | Kyaw Kyaw Marlar Myint  |
| Mixed        | Win Tun Htein Kyaw Kyaw    | Myint Han Nam Htwe Kham |

## Juniorenmeisterschaft
| Disziplin    | Gold               | Silber                 |
| ------------ | ------------------ | ---------------------- |
| Herreneinzel | Htain Win          | Tun Tun Zaw            |
| Dameneinzel  | San San Win        | Sanda                  |
| Herrendoppel | Thi Ha Tun Tun Zaw | Htain Win Tin Tun Aung |
| Damendoppel  | Sanda San San Win  | Ni Ni Myint Thawda Aye |